# Richerenches
Richerenches è un comune francese di 740 abitanti situato nel dipartimento della Vaucluse della regione della Provenza-Alpi-Costa Azzurra.

## Storia
Richerenches fu fondata nel 1136 come monastero-fortezza dei Cavalieri templari per volere di Pons de Grillon, vescovo di Saint-Paul-Trois-Châteaux, del templare di origine catalana Arnaud de Bedoz e del barone Hugues de Bourbouton. Il borgo fu costruito su terre incolte che prendevano il nome dalle famiglie Richeri e Granet di Grignan (Ricarensis e Granouillet) . In questo luogo venivano allevati i cavalli per le crociate e i montoni per la lana destinata ai bianchi mantelli dei cavalieri. Dal 1138 la fortezza esercitò diritti sovrani sulle comanderie dei templari di Visan, Grillon, Valréas, Buisson, Bouchet, Sainte-Cécile e Saint-Paul-Trois-Châteaux.  
Di quel periodo rimangono ancora visibili le mura perimetrali, una grande sala del complesso monastico e la parte inferiore dell'abside della chiesa del 1147 con una pietra dove è inciso il nome del barone Hugues de Bourbouton. Alla soppressione dell'ordine il paese cadde in rovina e fu completamente abbandonato. Nel 1476 fu comprato dal cardinale Giulio della Rovere che lo cedette al Collegio di Roure che lo ricostruì. Nel 1907 il marchese François Ripert-Monclar (1844-1921) pubblicò il "Cartulaire de la Commanderie de Richerenches de l'ordre du Temple, H. Champion leggibile in Gallica. Questa pubblicazione è molto utile per ricostruire la storia dei Cavalieri templari e il loro rapporto con le famiglie aristocratiche del tempo: vedi Adhémar de Monteil (famiglia) e de Sabran,

## Società

### Evoluzione demografica
Abitanti censiti